# Cecilia Sobrino Morillas
Cecilia Sobrino Morillas (Valladolid, 1570) fue una religiosa, escritora y poeta bajo las influencias de la Orden Carmelita, de la que llegó a ser priora. Su obra está escrita en verso y prosa y, principalmente, se trata de una producción mística, basada en sus experiencias espirituales. 

## Reseña biográfica
Cecilia Sobrino Morillas, nace en Valladolid en 1570. Carmelita descalza, escritora y superiora. Fue fruto del matrimonio entre Antonio Sobrino y Cecilia de Morillas, era la más pequeña de un total de nueve hermanos.  
Cuatro de ellos profesaron en el Carmelo, entre los que se encontraba la propia Cecilia Sobrino, adoptando el nombre de Cecilia del Nacimiento para su vida espiritual, fue en el Carmelo de Valladolid donde profesó su vida espiritual. El cronista de su vida fue Fray Diego de San José su hermano, que además, no solo lo fue el encargado de dejar constancia de la vida de Cecilia, sino de toda su familia.
La encargada de su educación fue su madre “una «mujer cristiana» de fuerte impronta humanista”, quien le enseñó a escribir y leer latín. Además no solo la instruyó en los textos bíblicos, también le dio conocimientos de pintura y música. A la muerte de su madre, continuó sus estudios musicales en el Monasterio de las Huelgas Reales de Valladolid.
El 2 de febrero de 1589 profesó junto a su hermana María Sobrino Morillas en el Convento de la Concepción del Carmen de Valladolid, la cuarta de las fundaciones culminadas por la madre Teresa de Jesús. Debido a su forma de ser, se consideró que era la religiosa perfecta para hacerse cargo del Convento de Calahorra en La Rioja, donde en las primeras elecciones, obtuvo el cargo de priora. 
Durante el mandato, no solo se basó en la vida espiritual de cualquier convento, apostó también por la vida intelectual tal como su madre le había enseñado a ella misma. Tanto es así, que una de sus discípulas, Ana de Trinidad, consiguió ser toda una experta en pintura, poesía, matemáticas, latinidad y música. 
Cecilia del Nacimiento no consiguió completar sus tres años de mandato debido a una enfermedad, sin embargo, volvió a ser nombrada priora en noviembre de 1608. Aunque en este caso tampoco concluyó su mandato por problemas internos de la orden.
En cuanto a su producción artística cabe destacar que fue escritora y poeta, forma parte de la escuela carmelita y por tanto, debido a esto, se ha visto influenciada por santa Teresa y san Juan de la Cruz.
El primero en fijarse en ella por su capacidad intelectual fue Manuel de San Jerónimo quien la menciona, a ella y a su hermana, en una de sus obras, diciendo que “las tengo por dos de las más ilustres religiosas de la Reforma”.
Además, al margen de su intelecto, Manuel de San Jerónimo, también realiza un intento de biografía sobre la hermana Cecilia del Nacimiento basándose en los escritos que ya realizaría anteriormente su compañera de convento la hermana María de San Alberto. 
En sus obras, la hermana Cecilia del Nacimiento, dejó por escrito sus experiencias espirituales. De esta manera, imita al ya mencionado San Juan de la Cruz. Sin embargo, hay quien sostiene actualmente que, la religiosa no solo se vio influenciada por este santo, sino que experimentó la creatividad femenina, impulsada por las ideas de su propia madre.
Sus escritos están realizados en verso y prosa.Es posible apreciar estas similitudes en obras como “Trasformación del alma en Dios” donde utiliza un método parecido a los de San Juan de la Cruz, a través de una composición teológica-espiritual
La obra poética de la religiosa siguió varias tendencias, a pesar de las influencias antes mencionadas, todas ellas iniciadas por Santa Teresa: “recuento metafórico de sus experiencias místicas y los poemas ocasionales para varios acontecimientos, incluyendo la celebración de la santa de Ávila”.
Actualmente en el convento de Valladolid, es posible encontrar copias de dos de sus obras: “Cántico espiritual” y “La Noche Oscura”. Ambos escritos datan de finales del siglo XVI. No obstante, estos no son los únicos vestigios que nos quedan de su obra, ya que no se basó solo en su obra mística centrada en la poesía. La hermana Cecilia del Nacimiento, incluyó en su obra su propia biografía, por la que hoy en día podemos conocer detalles de su vida, además su producción incluye también obras de carácter histórico, aunque en el caso de estas últimas no han sido publicadas en su totalidad, ya que en sus cartas solo deja ver alguna alusión a ellas.
Son precisamente sus cartas las que revelan más características de la religiosa, concretamente del misticismo del que se hablaba anteriormente, aunque son pocas en comparación con las cartas que han llegado hasta nosotros de otras monjas. Algunas de ellas superan las 400, sin embargo, de la hermana Cecilia Sobrino solo conocemos nueve.  En ellas se revela la correspondencia con su hermano, teólogo y místico. Esto ayuda, a su vez, a comprender la obra poética de Cecilia.

## Características de su obra
La obra de Cecilia del Nacimiento se conforma a las tradiciones de escritura propias de la orden carmelita descalza femenina. Escribió recuentos de su vida espiritual, textos didácticos y poemas, que en algunos casos se acompañan de una exégesis en prosa; además se conserva parte de su correspondencia. Como poeta, se caracteriza por su versificación variada y culta, su amplitud de ideas y su gran imaginación. Son composiciones muy marcadas por la tradición de la orden carmelita y la huella que dejó san Juan de la cruz, a quien sigue en el  uso de la de lira y la expresión de entrega amorosa. 
En las poesías de Sobrino Morillas es habitual encontrar la huella de la fe en el dominio 
de sus estrofas, precisamente debido a esto algunos de sus opoemas se atribuyeron a San Juan de la Cruz, especialmente en el caso de una de sus composiciones más célebres “La transformación del alma de Dios”. Sin embargo, sabemos que esta obra está escrita por ella gracias a que la propia religiosa dejó constancia de ello en una de sus cartas. No obstante, si es cierto que en las liras de Cecilia del Nacimiento es posible encontrar respuestas a las canciones de San Juan de la Cruz. 
Además, dentro de su producción artística hay otros metros: numerosos romances y glosas. “Dentro de lo convencional del género, y la traba que llevan en su misma estructura, ofrecen una soltura y una gracia que no son corrientes. Los romances se pueden sin hipérbole considerar como verdaderos modelos”.
Sin duda recibió una esmerada educación familiar y tenía buen conocimiento de la poesía de su época, lo que traslada a su propia creación en la que puede equipararse a escritores profesionales de su tiempo..En el caso de las glosas, no se distinguía en exceso al resto de productores del género. “Los versos temáticos de las glosas solían ser forzados, bien porque para ello servía alguna estrofa conocida, bien porque los señalaban los organizadores de los certámenes poéticos. El poeta, pues, poco podía poner de su parte, porque se veía constreñido a desenvolver con un mismo fin el pensamiento de los versos glosados. Así se explican muchas coincidencias. La M. Cecilia y su hermana la M. María tienen glosas sobre los mismos temas”.

## Producción[13]
- La transformación del alma de dios
- Definición del amor
- Al espíritu santo
- Philomena (atribuida erróneamente a San Buenaventura)

### Romances
- Romance al nacimiento.
- Romance del santísimo sacramento.
- A santa Teresa.

### Glosas
- Glosa (un total de 5).
- El Infante que desciende, Niño, si cuando nacéis y Vivo sin vivir en mí.

### Villancicos
- Otro para brizar al niño Jesús.
- Segundo villancico a Santa Teresa

### Composiciones en redondillas y quintillas
- Letras sobre los nombres de cristo.
- La gitana.

### Teatro conventual
- Festecica para una profesión religiosa.

### Ediciones
Cecilia del Nacimiento, Obras completas, ed. de José M. Díaz Cerón, José M., Madrid: Editorial de Espiritualidad, 1971
Donnelly, Kevin ; Sider, Sandra, Journeys of a Mystic Soul in Poetry and Prose, Toronto : Iter Inc. / Centre for Reformation and Renaissance Studies, 2012 (col. The Other Voice in Early Modern Europe: The Toronto Series ; 18)